# Марины
Марины́ — русский дворянский род.
Род внесён в VI и II части родословных книг Воронежской, Калужской, Костромской, Рязанской, Тамбовской и Ярославской губерний.

## Происхождение и история рода
Происходит, по преданию, от жителя республики Сан-Марино, либо от итальянца архитектора Марини, переселившегося в Россию вместе с Аристотелем Фьораванти. Впрочем, версия достаточно сомнительна.
Василий III 23.02.1515 пожаловал Павлу Гридину Марину (Павел Гридин сын Марина́) поместье в Можайском уезде и несудимую на них грамоту, подтвержденную в 1545 его сыну Петру, Иваном Грозным. Пётр, в свою очередь розмысл в отряде князя Курбского, при взятии Иваном Грозным Казани сделал подкоп и взорвал стену Казанской крепости в 1552 году. За правнуком последнего Иваном Васильевичем Мариным в 1600 состояло поместье в деревне Сушково Рязанского уезда. За его сыном Игнатьем Ивановичем состояло поместье в сц. Бобково Ряжского уезда. 10.12.1817 прапорщик Иван Максимович Марин внесен в VI ч. ДРК Рязанской губ.
Родственная связь между потомством Павла Гридина сын Марина́ и Костромскими Маринами не установлена.

## Известные представители

### Потомство Павла Гридина сына Марина́
- Марин Воин — губной староста, воевода в Боровске (1640).
- Марин Пётр Михайлович — стряпчий (1692).
- Марин Иван Михайлович — московский дворянин (1692)[3][4].
- Ники́фор Миха́йлович (1736—1811) — полковник, действительный статский советник, Новгородский губернатор, потомок Павла Гридина в восьмом колене;
  - Серге́й Ники́форович (1776—1813) — русский поэт, офицер, участник наполеоновских войн;
  - Евге́ний Ники́форович (1778—1843) — полковник, участник сражений под Аустерлицем, Гейсбергом и Фридландом;
  - Аполло́н Ники́форович (1790—1873) — генерал-лейтенант, военный писатель.
    - Алекса́ндр Аполло́нович (1825—1900) — генерал-майор, коллекционер[5].

### Костромские Марины
- Никанор Викторович Марин, поручик.
  - Андрей Никанорович (1834—1876) — уездный предводитель дворянства Солигаличского уезда (1864—1865), мировой судья 2 участка Солигаличского уезда.
  - Виктор Никанорович (1828—1903) — уездный предводитель дворянства Солигаличского уезда, лейтенант флота, действительный статский советник (1899).
    - Николай Викторович (1865—1960) — костромской земский деятель, член Государственного совета по выборам;
    - Михаил Викторович[6] (1862—1920-е) — статский советник, штабс-капитан артиллерии. Умер в 1920-х в Геленджике. Жена — Мария Александровна Фризель.

## Описание герба
В лазоревом поле серебряный единорог на задних лапах и золотой лев с червлёными глазами и языком стоят друг против друга и держат кедровое дерево натурального цвета с золотым стволом. В правом верхнем углу, из серебряного облака рука в золотых латах держит серебряный с золотой рукояткой изогнутый меч (изм. польский герб Малая Погоня). Под мечом золотой полумесяц рогами вверх. В левом верхнем углу щита три золотые пятиконечные звезды: одна внизу, две вверху.
На щите дворянский коронованный шлем. Нашлемник: встающий серебряный единорог с червлёными глазами и языком. Намёт на щите лазоревый, подложенный справа серебром, слева золотом. Генерал-лейтенант Аполлон Никифорович Мари́н 23.09.1860 г. жалован дипломом на потомственное дворянское достоинство.